# تاون هال تالین
تاون هال تالین (استونیایی: Tallinna raekoda) یک ساختمان قدیمی در شهر تالین، استونی است.
این ساختمان که در سال ۱۴۰۴ میلادی ساخته شده قدیمی‌ترین سیتی‌هال (تاون هال) موجود در منطقه بالتیک و اسکاندیناوی است. این تاون هال دارای دو طبقه، زیرزمین و برجی به ارتفاع ۶۴ متر است. طول ساختمان تاون هال ۳۶٫۸ متر و اندازه دیوار غربی ۱۴٫۵ متر و دیوار شرقی آن ۱۵٫۲ متر است.

## نگارخانه

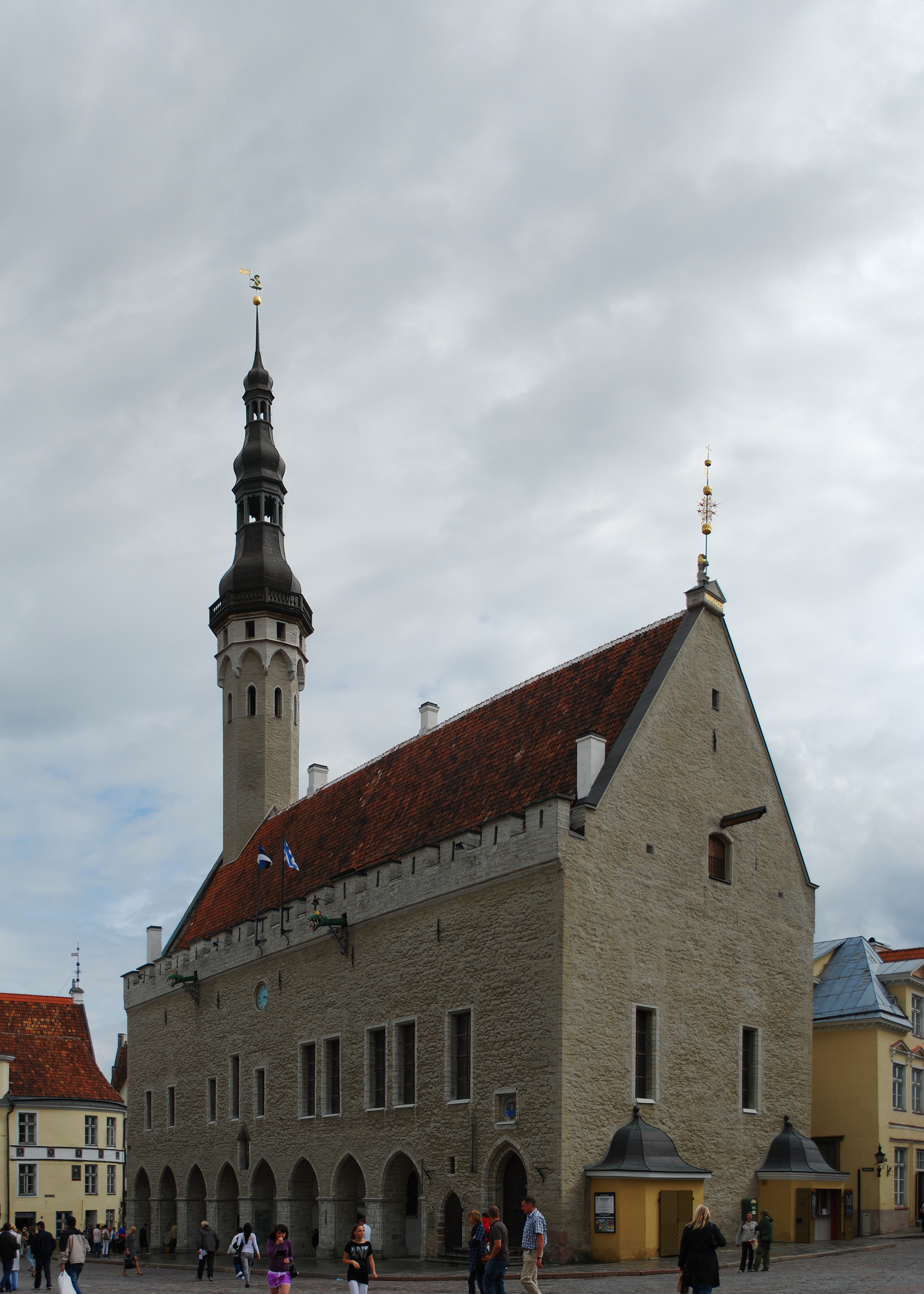
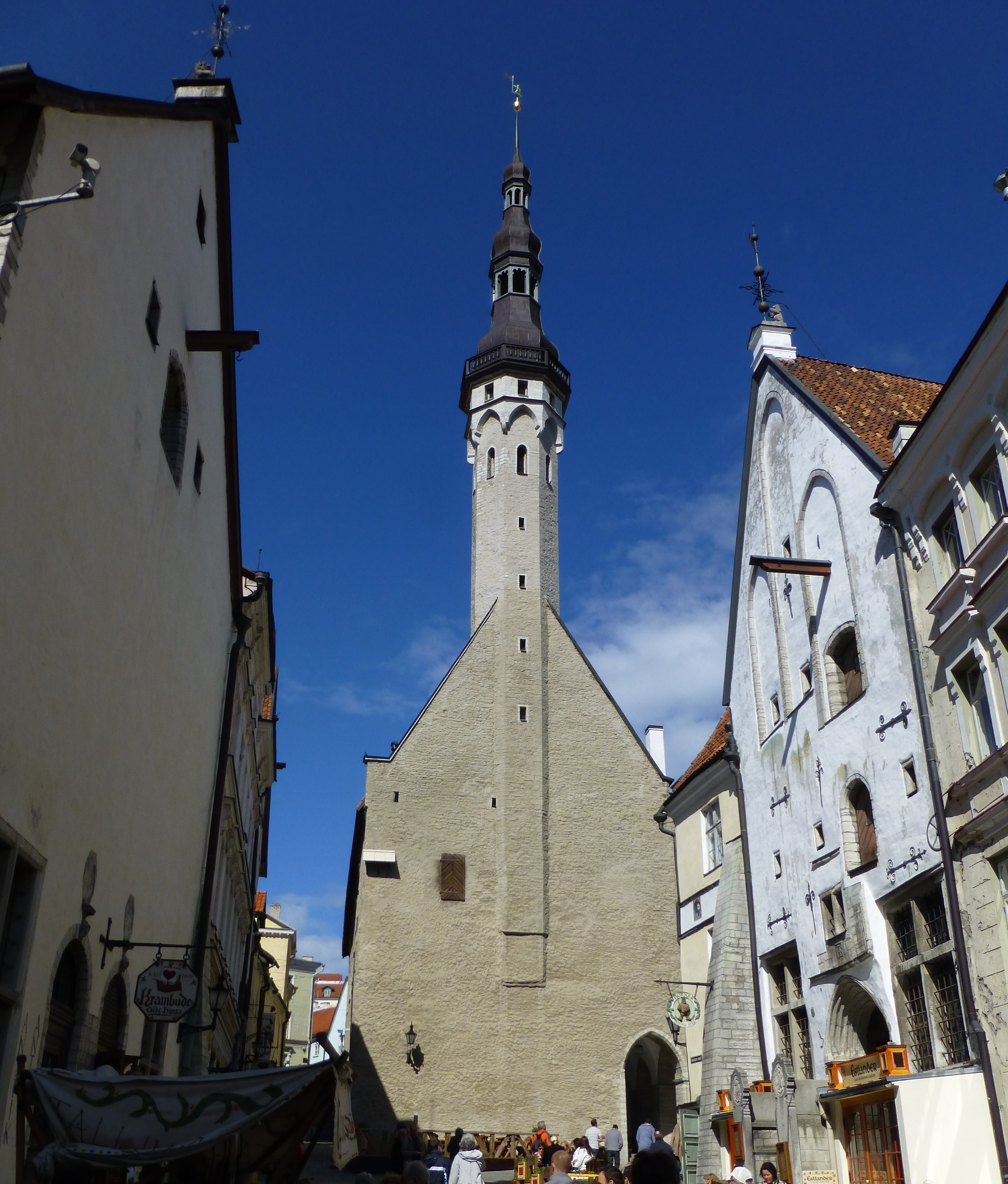
نمای شرقی
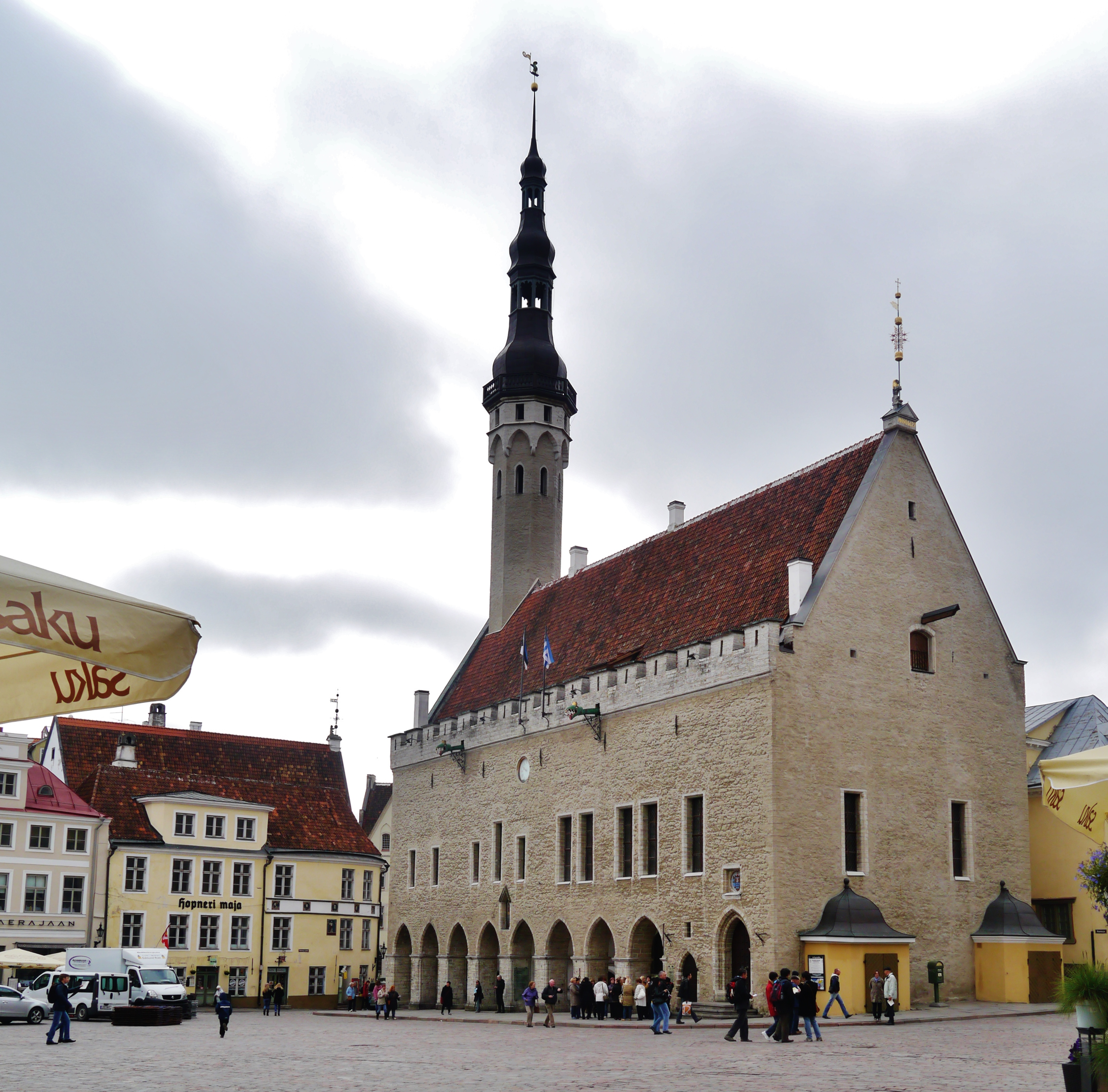
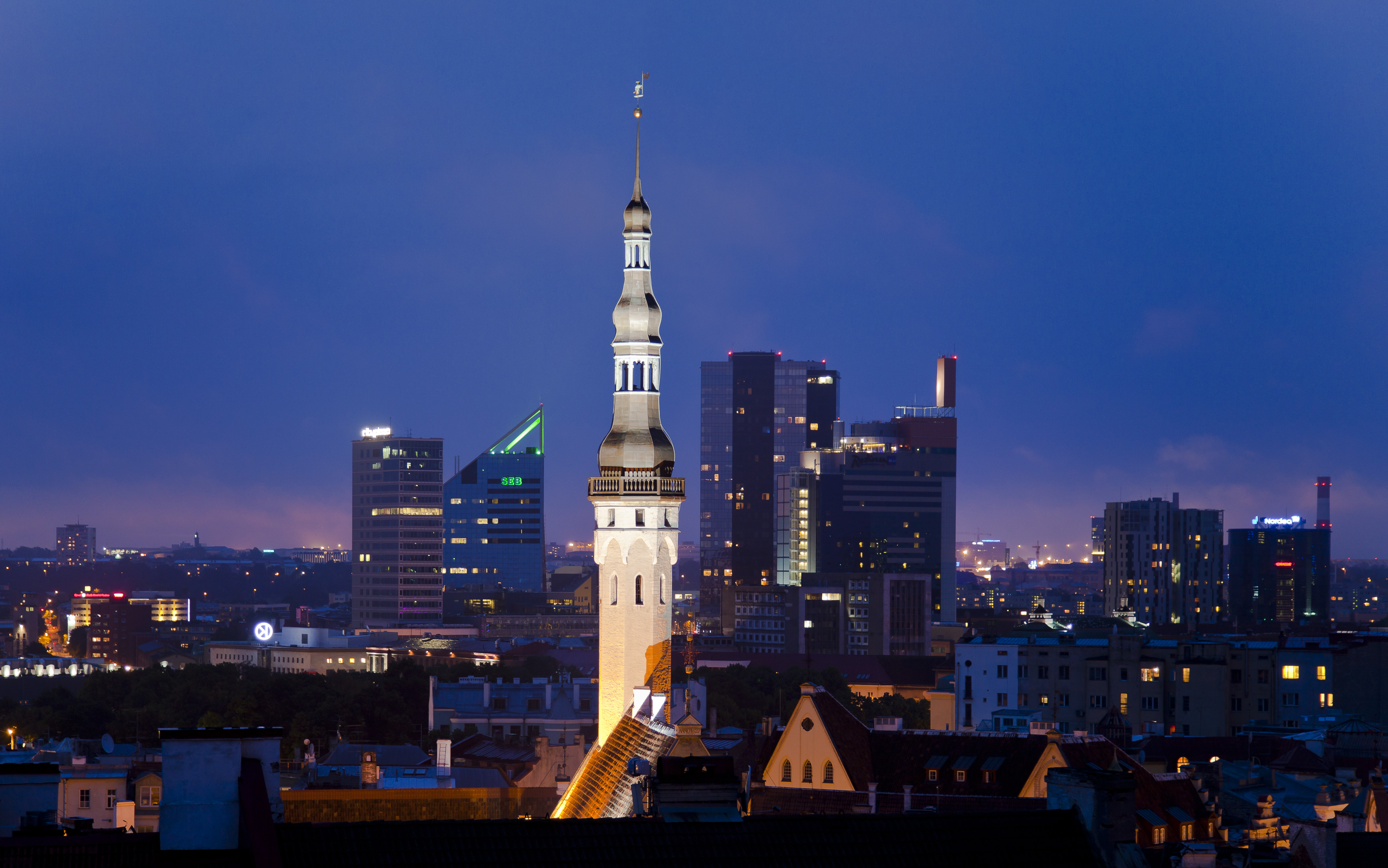
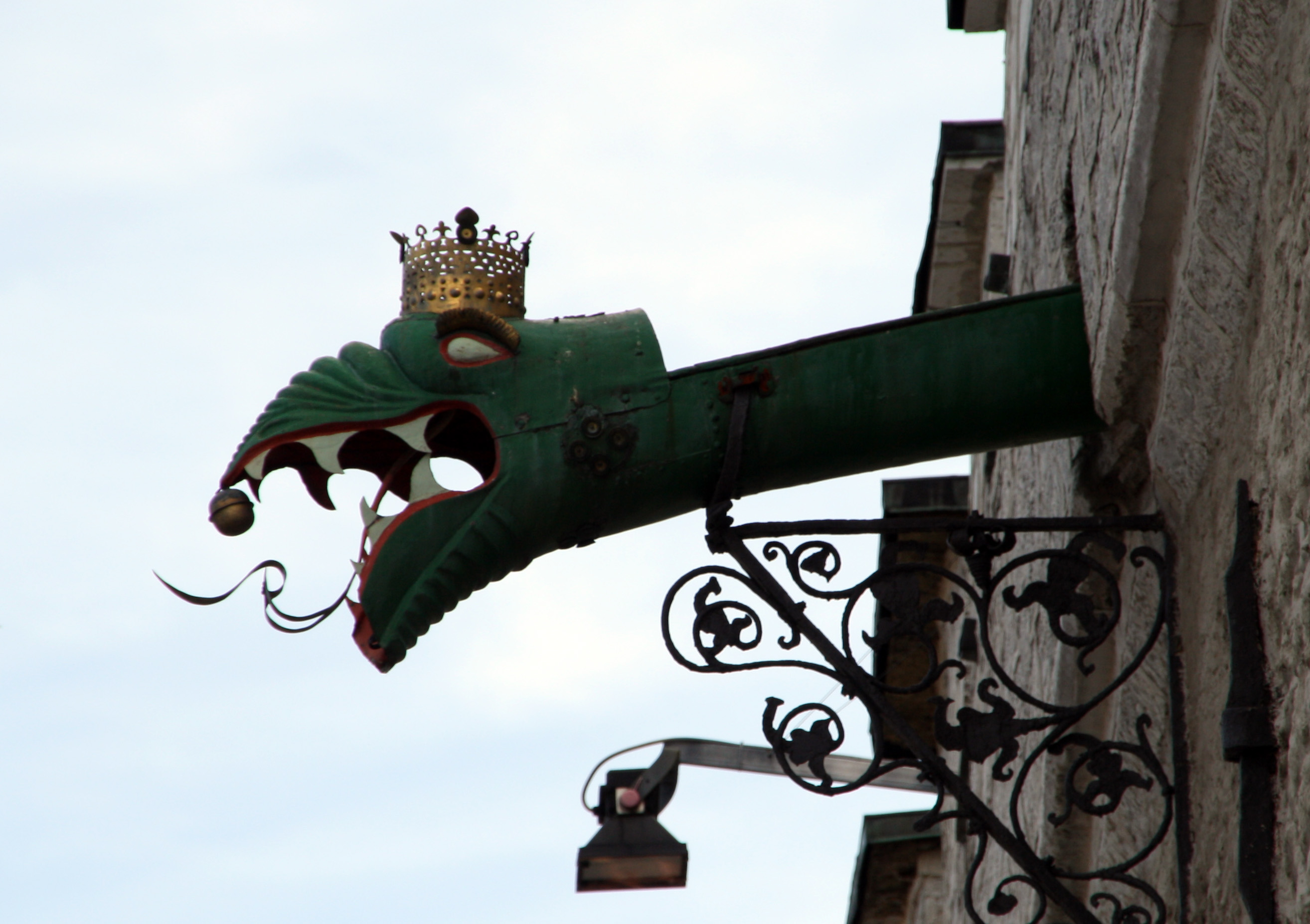
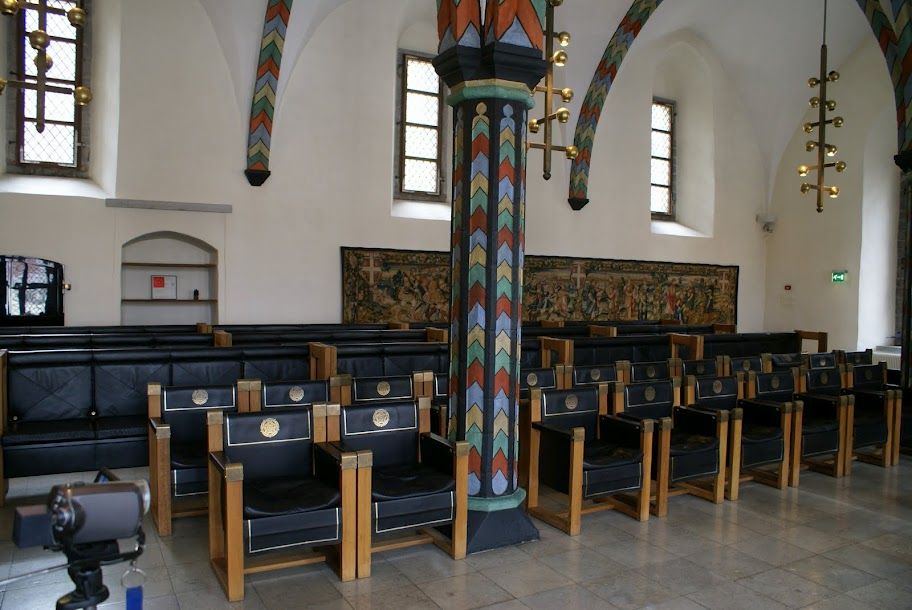
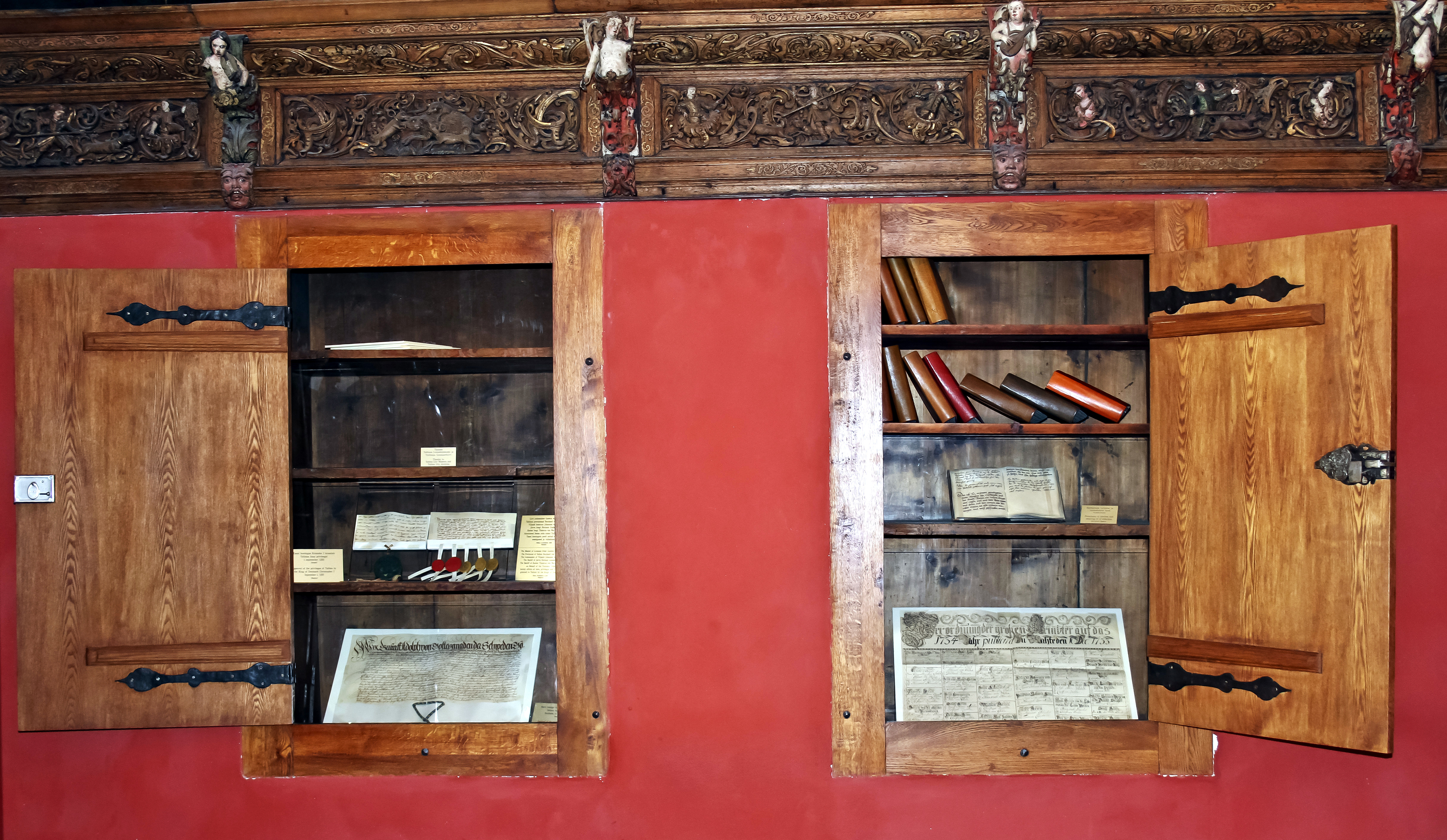
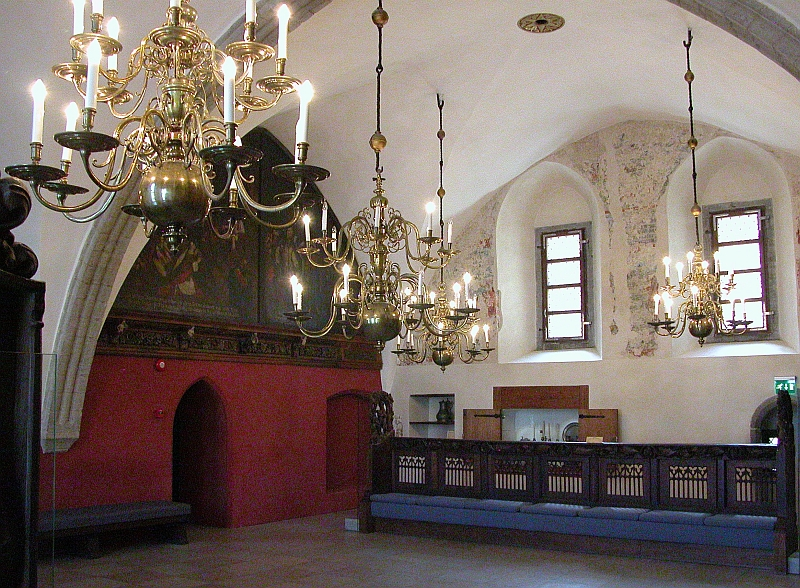
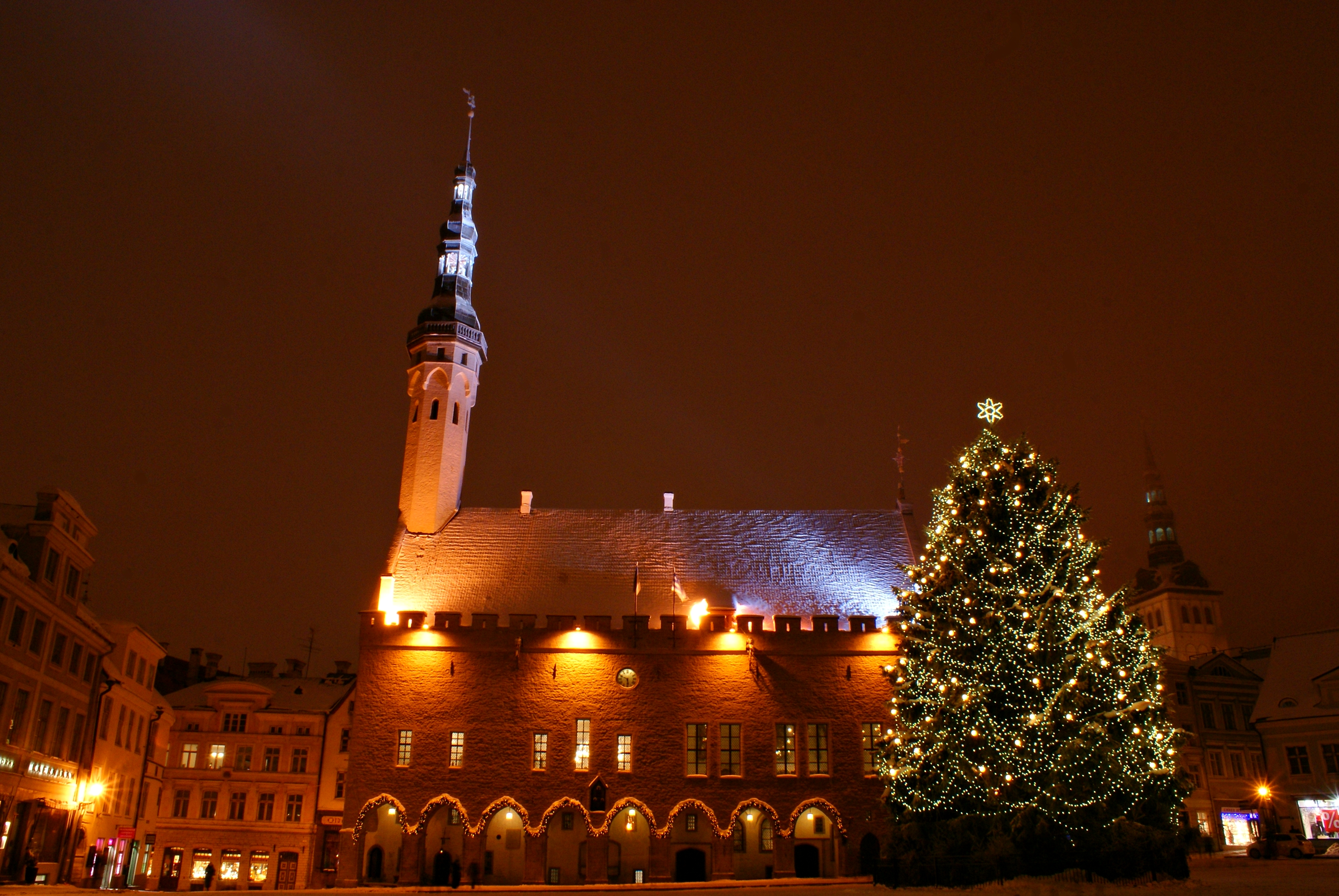
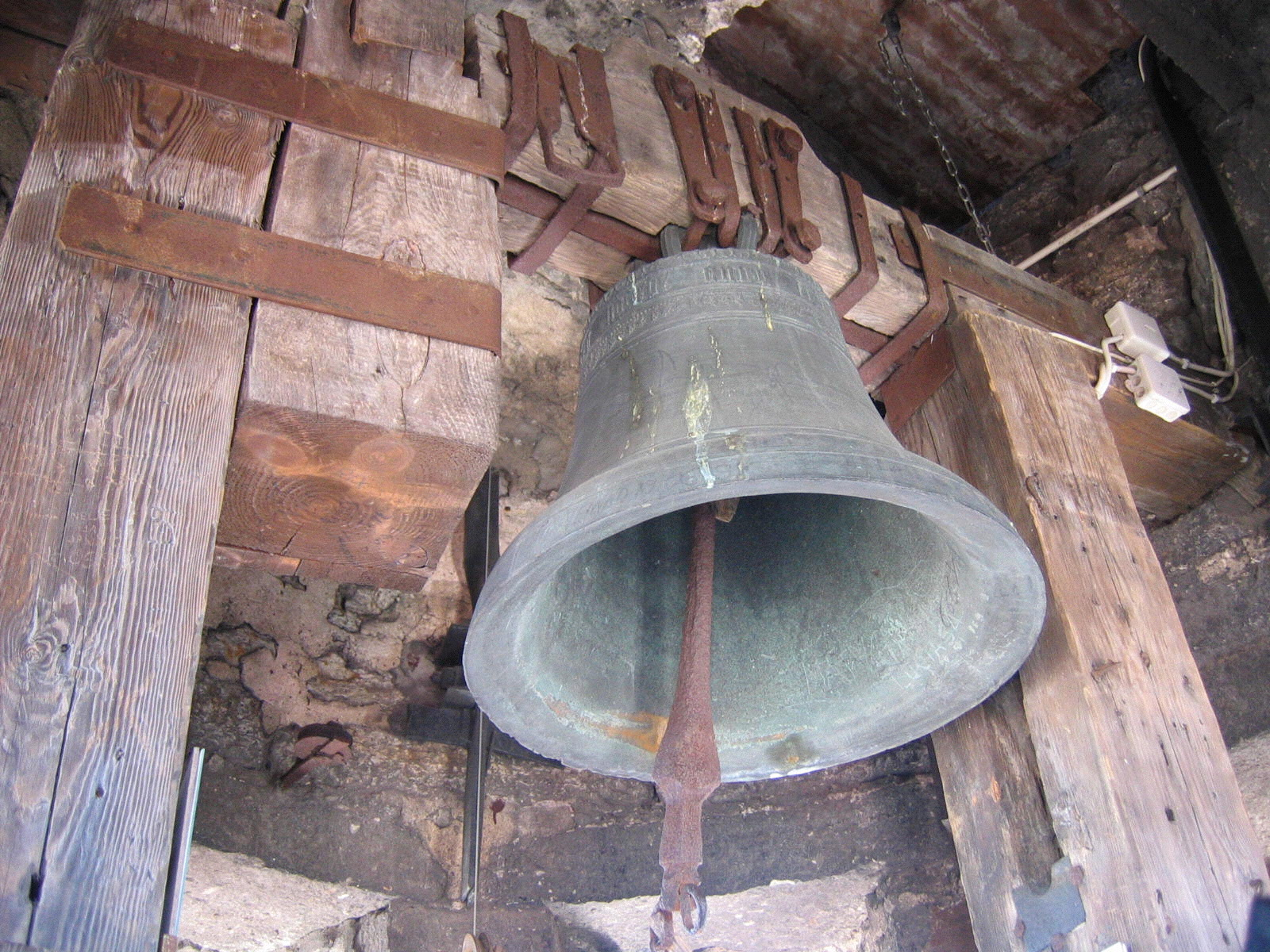